# Maad Saloum Fodé N'Gouye Diouf
Maad Saloum Fodé N'Gouye Diouf était le dernier roi du Saloum. Il régna de 1935 à 1969. Son titre royal était Maad Saloum en sérère (« Bur/Bour Saloum » en wolof),,,. Sa résidence était à Guinguinéo. Fodé appartenait à la dynastie paternelle Diouf et à la dynastie maternelle Guelwar. Sa mère et son père appartenaient tous deux au matriclan de Guelwar. Il était membre du clan Kéwé Bigué. Kéwé Bigué était l'une des trois sœurs dont les descendants maternels ont régné dans le Saloum pendant plusieurs siècles. Il était le fils du roi Ndéné Diogop Diouf et de la Linguère (« reine ») Ngouye Ndour. Du côté paternel, il était de Diagnel où il est né ; par sa mère il est originaire de Selik qui est le village des descendants mâles du fondateur de la dynastie, Maad Saloum Mbegan Ndour. Ancien combattant de la guerre 14-18, officier de la Légion d’honneur, commandeur de l’Ordre national, il a été successivement chef de canton de Kolobane, du Laghem, du Ndoukoumane, chargé des cantons du Pakala et du Mandakh, et enfin chef de province de Kahone. Il fut conseiller coutumier du Sénégal indépendant. Sa mort presque simultanée avec celle de Maad a Sinig Mahecor Diouf, le dernier Maad a Sinig, clôt le règne de la grande et noble dynasties des Gelwar et des Diouf.

## Autres orthographes
1. Fodé N'Gouye Diouf[1]
2. Fodé Diouf[2]
3. Fodé Ngouye Diouf[4]